# Head or Heart
Head or Heart è il secondo album discografico in studio di Christina Perri, pubblicato ad aprile 2014.

## Il disco
Il disco, etichettato Atlantic Records, è stato registrato in parte a Londra e in parte a Los Angeles. Vi hanno lavorato diversi musicisti e produttori.
In una traccia vi collabora Ed Sheeran; questa partecipazione è stata annunciata dalla stessa Christina Perri nel dicembre 2013.
Il primo brano estratto dall'album e pubblicato come singolo è stato Human, diffuso nel novembre 2013.

## Tracce
1. Trust – 3:32
2. Burning Gold – 3:45
3. Be My Forever (feat. Ed Sheeran) – 3:20
4. Human – 4:10
5. One Night – 3:06
6. I Don't Wanna Break – 3:53
7. Sea of Lovers – 3:37
8. The Words – 4:14
9. Lonely Child – 3:45
10. Run – 4:20
11. Butterfly – 3:47
12. Shot Me in the Heart – 3:43
13. I Believe – 4:41

## Classifiche
| Classifica (2014)         | Posizione raggiunta |
| ------------------------- | ------------------- |
| Billboard 200             | 4                   |
| Official Albums Chart     | 8                   |
| Billboard Canadian Albums | 6                   |
| ARIA Charts               | 23                  |